# Dívčice
Dívčice är en ort i Tjeckien.   Den ligger i regionen Södra Böhmen, i den centrala delen av landet, 110 km söder om huvudstaden Prag. Dívčice ligger 399 meter över havet och antalet invånare är 540. Den ligger vid sjön Blatec.
Terrängen runt Dívčice är platt.Runt Dívčice är det ganska tätbefolkat, med 166 invånare per kvadratkilometer. Närmaste större samhälle är České Budějovice, 19,1 km sydost om Dívčice. Trakten runt Dívčice består till största delen av jordbruksmark.